# 漳墩镇
漳墩镇，是中华人民共和国福建省南平市建阳区下辖的一个乡镇级行政单位。

## 行政区划
漳墩镇下辖以下地区：
漳墩社区、外屯村、漳墩村、竹口村、龙安村、焦坑村、姜地村、赖屯村、前溪村、杭下村、松源村、陈源村、杭头村、堆后村、上乾村、康屯村、苏源村、周历村、桔坑村、外源村、沙堤村、严川村、凤凰村、枫坑村和北孟坑村。